# San Juan Tumbío
San Juan Tumbío es una localidad del estado mexicano de Michoacán. Es parte del municipio de Pátzcuaro.

## Toponimia
El nombre «San Juan» hace referencia al santo patrono de la localidad: Juan el Evangelista. El nombre «Tumbío» proviene del purépecha, su significado es «Lugar de berrugas».

## Demografía
| Censo | Población |
| ----- | --------- |
| 2020  | 1234      |